# Renouée polymorphe
Koenigia × fennica
Espèce
Synonymes
- Aconogonon x fennicum Reiersen
- Aconogonon × fennicum Reiersen
- Aconogonum x fennicum Reiersen
- Aconogonum × fennicum Reiersen
- Persicaria × fennica (Reiersen) Stace
- Polygonum × fennicum (Reiersen) S.R.Majorov

La Renouée polymorphe (Koenigia × fennica) est une espèce de plantes à fleurs de la famille des Polygonaceae.

## Description

### Appareil végétatif
La Renouée polymorphe est une plante herbacée vivace pouvant atteindre 2,5 m de haut.

### Appareil reproducteur
L'inflorescence est une grappe de fleurs plumeuse et blanc crème.

## Habitat
La Renouée polymorphe pousse dans plusieurs types de sols, mais elle préfère les sols riches et frais dans des milieux ensoleillés.

## Utilisations

### Horicoles
La plante est surtout utilisée utilisée en arrière-plan dans les plate-bandes, isolée ou pour des haies,.